# Ted Linow
Ted Linow (* 1949 in Hamburg) ist ein deutscher Booker und Modelagent.

## Leben
Ted Linow wuchs in Hamburg auf. Eigentlich sollte er Bauunternehmer werden und die Firma seines Vaters übernehmen. Er machte zunächst eine Lehre als Kunstglaser und studierte danach Betriebswirtschaftslehre. Als sportlichen Ausgleich wählte er das Rollschuhlaufen, wurde erst Hamburger Meister und gewann später den dritten Platz beim Europacup.
Sein Studium finanzierte er sich als Model. Daraus entstanden wichtige Kontakte zur Modewelt. Er gründete zunächst die Firma "Fashion Show". Hier konzipierte er Modenschauen und verband als Laufsteg-Regisseur und Choreograph Musik, Tanz und Mode, zuletzt für Auftraggeber wie Karl Lagerfeld, Oscar de la Renta und Otto.
1991 gründete er zusammen mit Linda Naujok die Mega Model Agency, die er heute noch führt. Er entdeckte und/oder betreute Models wie Christina Kruse, Teresa Lourenco, Rainer Meifert, Tatjana Patitz, Naomi Campbell, Eva Herzigova, Toni Garrn, Markus Schenkenberg, Lars Burmeister und Hartje Andresen.
Im Herbst 2016 nahm er als Jury-Mitglied an der Model-Castingshow Curvy Supermodel – Echt. Schön. Kurvig bei RTL II teil, zusammen mit dem Modeschöpfer Harald Glööckler, der Tänzerin Motsi Mabuse und Angelina Kirsch. Die Gewinnerin Céline Denefleh erhielt einen Vertrag mit seiner Agentur.